# Nuria Cabanillas
Nuria Cabanillas Provencio (Vilafranca del Penedès, 9 agosto 1980) è un'ex ginnasta spagnola.

## Palmarès

### Olimpiadi
- 1 medaglia:
  - 1 oro (Atlanta 1996 nel concorso a squadre)

### Mondiali
- 7 medaglie:
  - 3 ori (Vienna 1995 nel gruppo - 3 palle e 2 nastri; Budapest 1996 nel gruppo - 3 palle e 2 nastri; Siviglia 1998 nel gruppo - 3 nastri e 2 cerchi)
  - 4 argenti (Vienna 1995 nel gruppo - 5 cerchi; Vienna 1995 nel gruppo - concorso completo; Budapest 1996 nel gruppo - concorso generale; Siviglia 1999 nel gruppo - concorso generale)

### Europei
- 6 medaglie:
  - 2 argenti (Praga 1995 nel gruppo - 3 palle e 2 nastri; Patrasso 1997 nel gruppo - 5 palle)
  - 4 bronzi (Praga 1995 nel gruppo - concorso generale; Praga 1995 nel gruppo - 5 cerchi; Patrasso 1997 nel gruppo - 3 palle e 2 nastri; Budapest 1999 nel gruppo - 3 nastri e 2 cerchi)